# Conservatorio de Música de Quebec
El Conservatorio de Música de Quebec (en francés: Conservatoire de musique de Québec) es un conservatorio de música situado en la ciudad de Quebec, en la provincia de Quebec en el este de Canadá. 
Fundado por el gobierno de Quebec en 1944, se convirtió en la segunda institución de la música norteamericana de educación superior totalmente subvencionada por estado.  El conservatorio es parte de una red de 7 conservatorios en Quebec, fue la segunda escuela en la red CMADQ que se establecerá por el Conservatorio de música y arte dramático de Quebec (CMADQ). El Director de orquestas Wilfrid Pelletier fue el primer en tomar la dirección de la escuela a partir de 1944 hasta 1946. El actual director es Luis Dallaire.